# Xylota maculabstrusa
Xylota maculabstrusa är en tvåvingeart som beskrevs av Yang och Cheng 1998. Xylota maculabstrusa ingår i släktet vedblomflugor, och familjen blomflugor. Inga underarter finns listade i Catalogue of Life.